# Méréville (Essonne)
Méréville è un comune francese di 3 271 abitanti situato nel dipartimento dell'Essonne nella regione dell'Île-de-France.

## Società

### Evoluzione demografica
Abitanti censiti